# Eriosema rossii
Eriosema rossii är en ärtväxtart som beskrevs av Charles Howard Stirton. Eriosema rossii ingår i släktet Eriosema och familjen ärtväxter. Inga underarter finns listade i Catalogue of Life.